# Пай-Хой
Пай-Хой — старый, сильно разрушенный горный кряж в центре Югорского полуострова. Образующие его каменистые гряды и холмы протянулись примерно на 200 км от северной части Полярного Урала к проливу Югорский Шар, а орографическое продолжение их прослеживается на острове Вайгач, разделяющем Баренцево и Карское моря.

## Физико-географическая характеристика
Пай-Хой располагается на крайнем северо-востоке Европейской части России. К западу и юго-западу от него простирается Печорская низменность и протекает река Коротаиха, к юго-востоку и востоку находятся западные склоны Полярного Урала и низовья реки Кары, а на севере лежит Карское море.
Высочайшая точка кряжа — гора Море-Из (Вэсэй-Пэ) (423 м над уровнем моря), которая является самой высокой точкой поверхности Ненецкого автономного округа. Пай-Хой сложен кремнистыми и глинистыми сланцами, известняками, песчаниками. Осевая часть представлена аллохтоном, сложенным отложениями континентального склона, надвинутыми на палеозойские шельфовые отложения Уральского океана (возник в ордовикском, исчез в каменноугольном периоде). Деформации и перемещения на Пай-Хое происходили в раннем триасе.
Кряж не образует сплошной горной цепи и состоит из ряда обособленных холмов. При этом западный склон Пай-Хоя — сравнительно короткий, а восточный является пологим, понижаясь к Карскому морю широкими морскими террасами. Высотная поясность на Пай-Хое не выражена.
Климат в районе Пай-Хоя — субарктический. Зима здесь длится до 230 дней, причём среднегодовая температура воздуха составляет −9 °C (в январе средняя температура снижается до −20 °C, в июле повышается до +6 °C; в отдельные же годы температура воздуха может летом достигать +30 °C, зимой — падать до −40 °C). Годовое количество осадков достигает 700 мм (в феврале их количество минимально, в августе-сентябре — максимально). Регион входит в зону вечной мерзлоты.
Растительность представлена каменистой горной тундрой, ниже на склонах — мохово-лишайниковая, травянистая, реже — кустарничковая тундра (ива, карликовая берёза). В долинах рек и ручьёв встречаются ивняки и луговины с обильным разнотравьем. В тундре преобладают глеевые и глееватые торфянистые почвы, в горах — щебнистые и перегнойно-щебнистые.

## История открытия

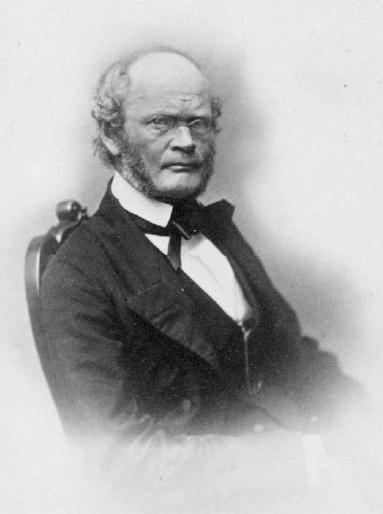
А. И. Шренк (1816—1876)

Первым из учёных достиг хребта Пай-Хой сотрудник Императорского Ботанического сада в Санкт-Петербурге российский биолог и минералог А. И. Шренк в начале августа 1837 года. Пройдя на север, он в середине августа переправился через Югорский Шар и обследовал остров Вайгач, а потом вернулся на материк и проследил южный склон Пай-Хоя (эту «горную цепь с широкими пологими склонами» Шренк рассматривал как северо-западную ветвь Урала). Однако результаты Шренка не сразу стали всеобщим достоянием: отчёт о своей экспедиции он опубликовал только в 1848 году, а основной труд Шренка «Путешествие к северо-востоку Европейской России» был издан в 1855 году.

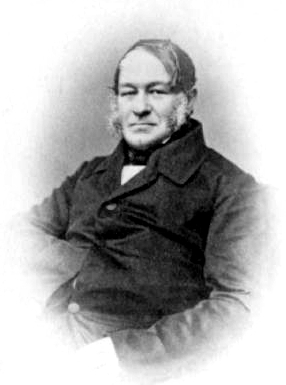
Э. К. Гофман (1801—1871)

В полном смысле слова открыла для европейцев хребет Пай-Хой и составила его первое геологическое и биологическое описание научно-исследовательская экспедиция Русского географического общества под руководством Э. К. Гофмана (1847—1850). Её участники вышли к Пай-Хою в августе 1848 года. При этом Гофман проехал на оленях через тундру вдоль северного склона Пай-Хоя от горы Константинов Камень (самая северная вершина Полярного Урала) до Югорского Шара, а затем, обогнув кряж у моря и обследовав его южный склон, пересёк его по долине нижнего притока Кары и вышел к юго-восточному краю кряжа. Выделяя Пай-Хой как самостоятельный хребет, Гофман исходил прежде всего из «его направления и внешней формы гор», но отметил, что своим геологическим строением Пай-Хой не отличается от Полярного Урала, будучи его продолжением (хотя отрезан от последнего «полосой низкой тундры шириною в 40 вёрст»).
Участники экспедиции нарекли новооткрытый хребет именем Пай-Хой (по-ненецки «Каменный хребет»; Шренк передавал традиционное ненецкое название формой Пайгой) и нанесли его на карту. В Академию наук они доставили образцы горных пород и минералов, гербарии, этнографические материалы. Результаты экспедиции были изложены в двухтомном труде «Северный Урал и береговой хребет Пай-Хой» (написан совместно Гофманом и участником экспедиции, астрономом М. А. Ковальским).